# 藤井輝夫
藤井 輝夫（ふじい てるお、1964年4月5日 - ）は、日本の工学者。東京大学総長（第31代）。専攻は応用マイクロ流体システム。

## 略歴
＜主な出典：＞
- 1983年03月 - 私立麻布高校卒業[4]
- 1988年03月 - 東京大学工学部船舶工学科卒業
- 1990年03月 - 東京大学大学院工学系研究科船舶工学専攻修士課程修了
- 1991年04月 - 日本学術振興会特別研究員[5]（DC2、1993年3月まで）[6]
- 1993年03月 - 東京大学大学院工学系研究科船舶海洋工学専攻博士課程修了、博士（工学）[7]
- 1993年04月 - 東京大学生産技術研究所客員助教授（寄付研究部門）
- 1994年11月 - 東京大学生産技術研究所助教授
- 1995年04月 - 理化学研究所基礎科学特別研究員
- 1996年04月 - 理化学研究所化学工学研究室（同年5月、生化学システム研究室に改組）研究員
- 1999年04月 - 東京大学生産技術研究所附属海中工学研究センター助教授
- 2003年 - ヌシャテル大学マイクロテクノロジー研究所客員研究員[6]
- 2006年04月 - 国立大学法人東京大学（以下「東京大学」と記す。）生産技術研究所附属マイクロメカトロニクス国際研究センター助教授
- 2007年02月 - 東京大学生産技術研究所附属マイクロメカトロニクス国際研究センター教授
- 2010年04月 - 東京大学生産技術研究所附属マイクロナノメカトロニクス国際研究センター教授
- 2012年04月 - 東京大学総長補佐（2013年3月まで）
- 2014年04月 - 東京大学生産技術研究所附属統合バイオメディカルシステム国際研究センター教授
- 2015年04月 - 東京大学生産技術研究所長
- 2018年04月 - 
  - 東京大学執行役・副学長
  - 東京大学社会連携本部長
- 2019年04月 - 東京大学理事・副学長
- 2021年04月 - 東京大学総長

### 学内・外における役職
＜主な出典：＞
- 2005年09月 - 文部科学省参与（併任）（2007年8月まで）[9]
- 2007年 - 　　LIMMS/CNRS-IIS(UMI 2820)国際連携研究センター共同ディレクター（2014年まで）[注 1]
- 2017年 - 　　国際学会組織The Chemical and Biological Microsystems Society（CBMS）President（2019年まで）
- 2017年05月 - 科学技術・学術審議会海洋開発分科会委員（第9期-）[10]
- 2019年06月 - 科学技術・学術審議会海洋開発分科会長（第10期-）[11][12]
- 2021年03月 - 総合科学技術・イノベーション会議議員[13]
- 2025年06月 - 国立大学協会会長

## 講演・対談
- 講演：「『マイクロ・ナノデバイス技術による生命科学の新展開』（平成18年度生研学術講演会）」（駒場Ⅱリサーチキャンパス、2007年1月10日）[14]
- 講演：「『マイクロフルイディクス──デバイスからシステムへ：その進化の過程と将来』（駒場リサーチキャンパス公開2010）」（駒場Ⅱリサーチキャンパス、2010年6月4日）[15]
- 講演：「『産学連携のグローバル展開～日印交流の重要性』（第3回シンポジウム）テーマに関する基調講演」（オンライン開催、2021年3月5日）[8]
- 対談：「『Living with AI, Going Beyond AI』宮川潤一 ソフトバンク株式会社代表取締役副社長執行役員兼CTO（2021年4月から代表取締役社長執行役員兼CEO）との特別対談」
（インタビュアー：林 香里東京大学大学院情報学環教授。オンライン開催、2021年2月20日）
Beyond AI 研究推進機構発足記念シンポジウム『Living with AI, Going Beyond AI』におけるプログラムの一環として行われ、当日はYouTubeでのライブ配信により対談の模様が流された[16][注 2]。

## 人物像・取組姿勢
- 東大総長就任以前より、STEAM教育の意義を提唱し、産業競争力懇親会（COCN)の活動などに積極的に参加している[17]。生産技術研究所長、副学長の要職を歴任しながら、産学協創や産学連携研究協力の推進にあたり、ダイキン工業やソフトバンクなどとの協定締結に努めた[18][19]。
- 東大総長就任にあたり、新たな行動指針を策定する柱の一つに“ダイバーシティ＆インクルージョン”を掲げ、新執行部の理事の構成（総長含む）が女性過半数となる画期的な人事を行った[20][注 3]。
- 2021年9月30日、新たな東京大学の基本指針となる、大学が目指すべき理想と目指すべき方向性を示した『多様性の海へ：対話を通じて未来を創造する』を公表した。藤井は、これまでの歴代総長が就任の都度に公表してきたいわばミッションステートメントとしてではなく、学問をする立場から根源的に質問と対話を練り上げていくことによって世界的な課題を解決することも視野に道筋を立てていく、開かれたフレームワークであることを強調している[21]。

## エピソード
2021年4月1日に東京大学総長に就任直後、4月3日から体調不良で自宅療養をし、5日にPCR検査を行ったところ、新型コロナウイルス感染が判明し入学式を欠席したことでニュースとなった。療養を経て、４月１６日から無事に公務に復帰した。